# بونتال (ريو دي جانيرو)

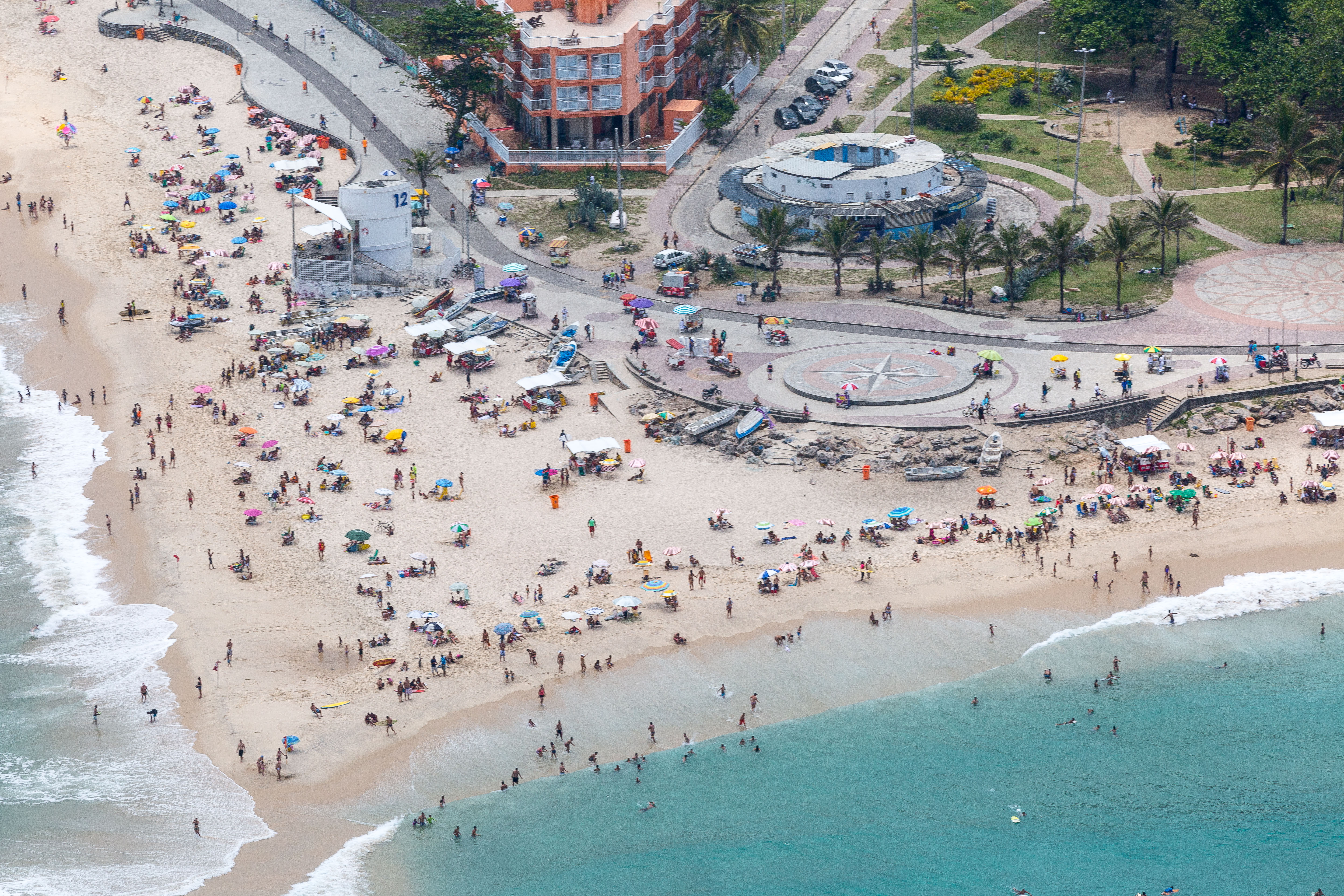
منطقة بونتال في مدينة ريو دي جانيرو.

بونتال (بالإنجليزية: Pontal)‏ منطقة جغرافية على شكل شبه جزيرة، تحتوي على شاطئ، تقع في المنطقة الغربية من ريو دي جانيرو، البرازيل. أنشئت المنطقة كموقع مؤقت لإجراء بطولات ألعاب القوى وبطولات ركوب الدراجات ضمن منافسات دورة الألعاب الأولمبية الصيفية 2016.